# Кочубіїв
Кочубіїв — село в Україні, у Чемеровецькій селищній територіальній громаді Кам'янець-Подільського району Хмельницької області.

## Назва
У історичних документах село Кочубіїв  згадується з другої половини XV століття. Назва села виводиться від татарського хана Качібея або Хатчібея, який володів цими землями на початку XV століття.
На деяких картографічних ресурсах помилково позначене як Кочубеїв. Назва має татарське походження, так як історичних документах вказано це поселення як їх аул.
За іншою версією назва може мати не татарське, а вірменське походження. Так, серед вірменських колоністів-переселенців у XIV-XV століттях виділяється рід Котлубеїв. Наприклад, є припущення, що на кошти багатого вірменського купця Сінона сина Котлубея(Хутлубея) побудована Миколаївська церква у Кам`янці-Подільському і що саме цей рід можливо міг бути засновником чи власноком села від якого пішла назва сучасного села Кочубієва.

## Географія
Подільське село Кочубіїв розкинулось на подільській височині в південно-західній частині України, за 20 кілометрів від Кам’янця-Подільського. У селі у Жванчик впадають дві безіменні притоки.

## Історія
Згадується 11 травня 1469 року в книгах галицького суду.
В 1556 році частиною села володів  польський магнат Ляховецький, другою Валентин Бонк.
Також, село згадується у 1566 році.
В 1578 році село Кочубіїв належало поміщику Сверщевському і Валентину  Бонку.
В 1661 році село Кочубіїв було зовсім спустошене.
XVIII столітті село належало поміщикам Мержевським та Ліпінським.
Церква Здвиження збудована після 1719 року – дерев’яна триверха споруда. Нова кам’яна п’ятиверха церква збудована в 1869 році.
В 1820 році селом володіла поміщиця Ядвіга Голиковська.
На початку XIX століття Кочубіїві працював кам’яний водяний млин капітана Бистрицького.
Ще у кінці ХІХ століття «Словник Географічний Королевства Польського» називає Кочубіїв «безсумнівно аулом татарським».
Внаслідок поразки визвольних змагань на початку XX століття, село надовго окуповане російсько-більшовицькими загарбниками.
Радянська окупація принесла колективізацію та розкуркулення, мешканці села зазнали репресій.
В 1932–1933 селяни села пережили сталінський голодомор.
З 24 серпня 1991 року в складі незалежної України.
5 листопада 2008 року закінчилась  газифікація села Кочубіїв.
2016 року зроблене вуличне освітлення по селу.
15 вересня 2016 року шляхом об'єднання сільських територіальних громад, село увійшло до складу Чемеровецької селищної громади, до цього органом місцевого самоврядування була Кочубіївська сільська рада.
До адміністративної реформи 19 липня 2020 року село належало до Чемеровецького району, після його ліквідації, увійшло до складу Кам'янець-Подільського району.

## Населення
Населення становить 1008 осіб на 2001 рік.

### Мова
Розподіл населення за рідною мовою за даними перепису 2001 року:
| Мова       | Відсоток |
| ---------- | -------- |
| українська | 99,5%    |
| російська  | 0,5%     |

## Відомі люди

### Народилися
- Медведський-Коваль Костянтин Васильович — помічник скарбника 4-ї Київської дивізії Армії УНР, Герой Другого Зимового походу
- Орловський Михайло Якимович — православний священик, краєзнавець.
- Грінченко Тамара Олексіївна — український фахівець у галузі інформаційних технологій.
- Валіцький Віктор Миколайович — український військовослужбовець ЗС України.

## Охорона природи
Село лежить у межах національного природного парку «Подільські Товтри».

## Світлини

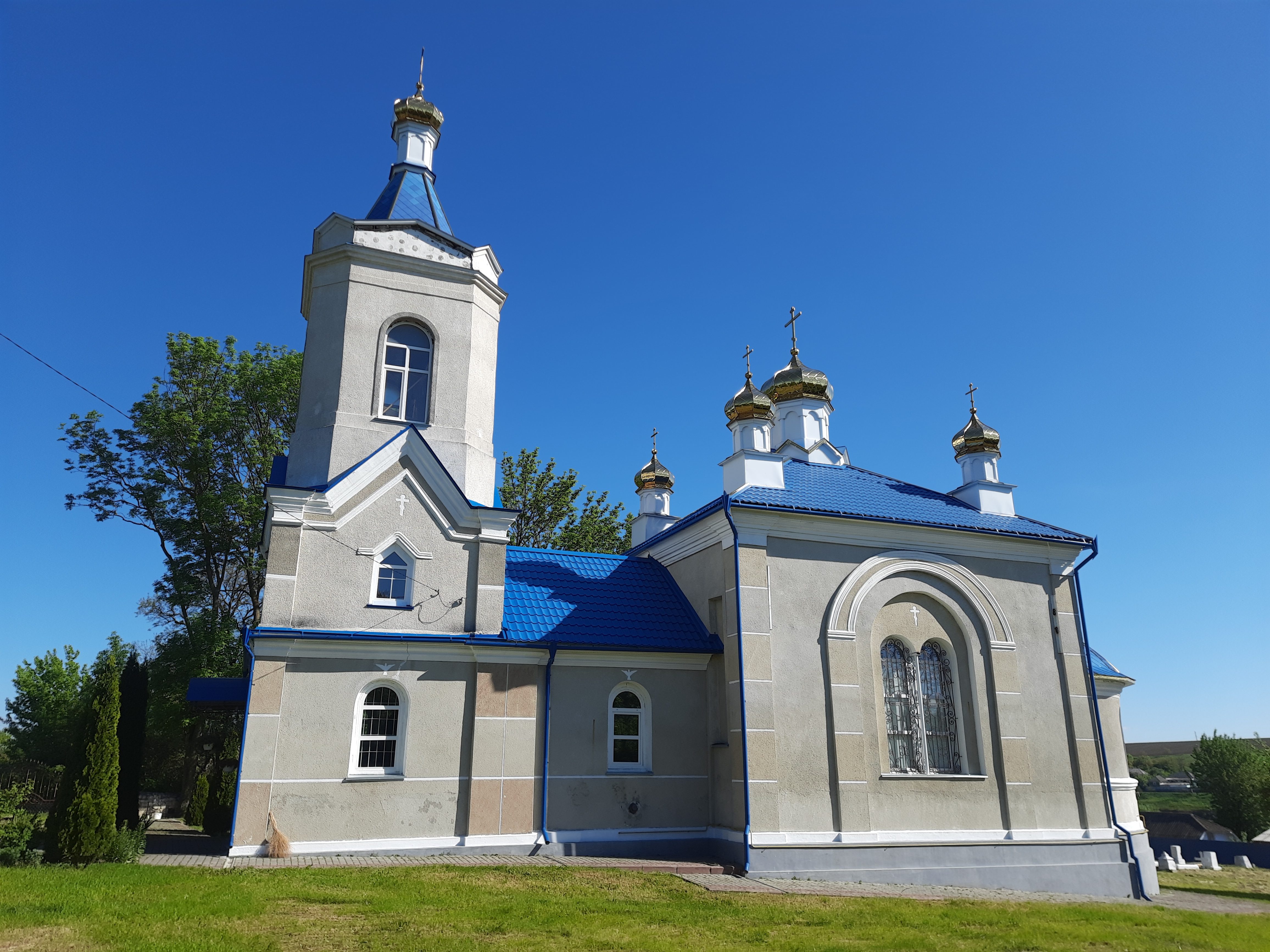
Хрестовоздвиженська церква 1869 р
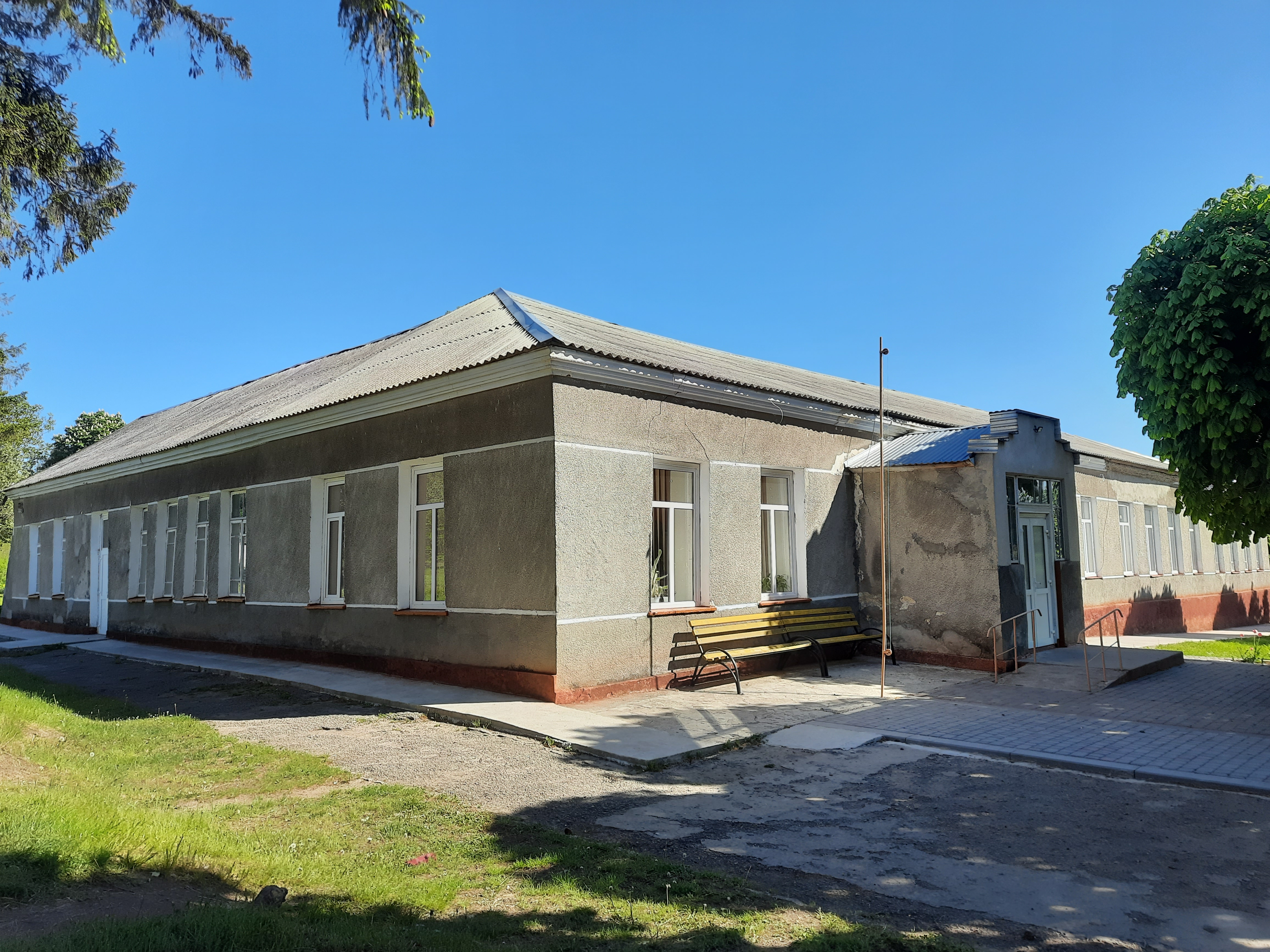
Школа
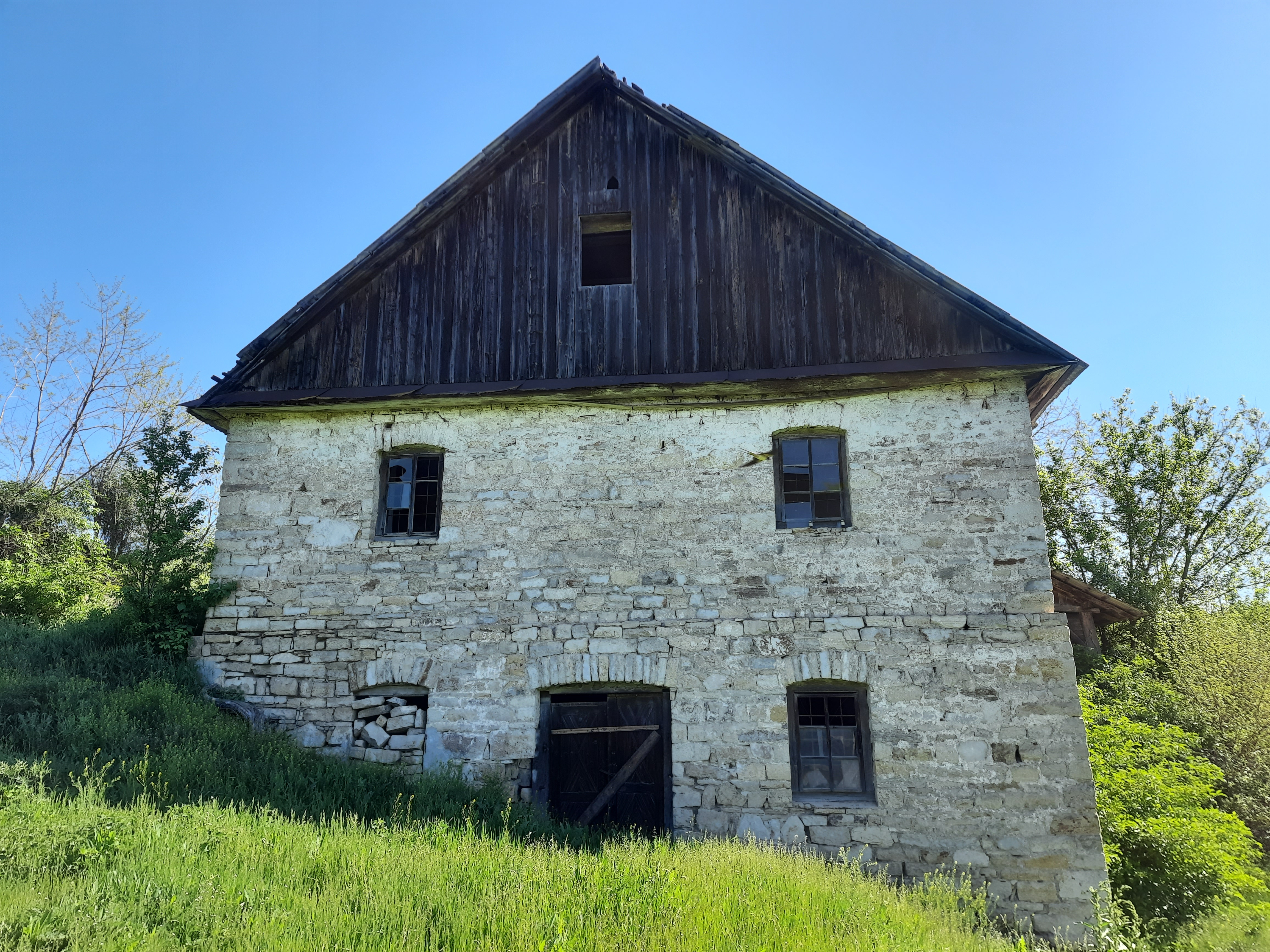
Старий млин на річці Жванчик
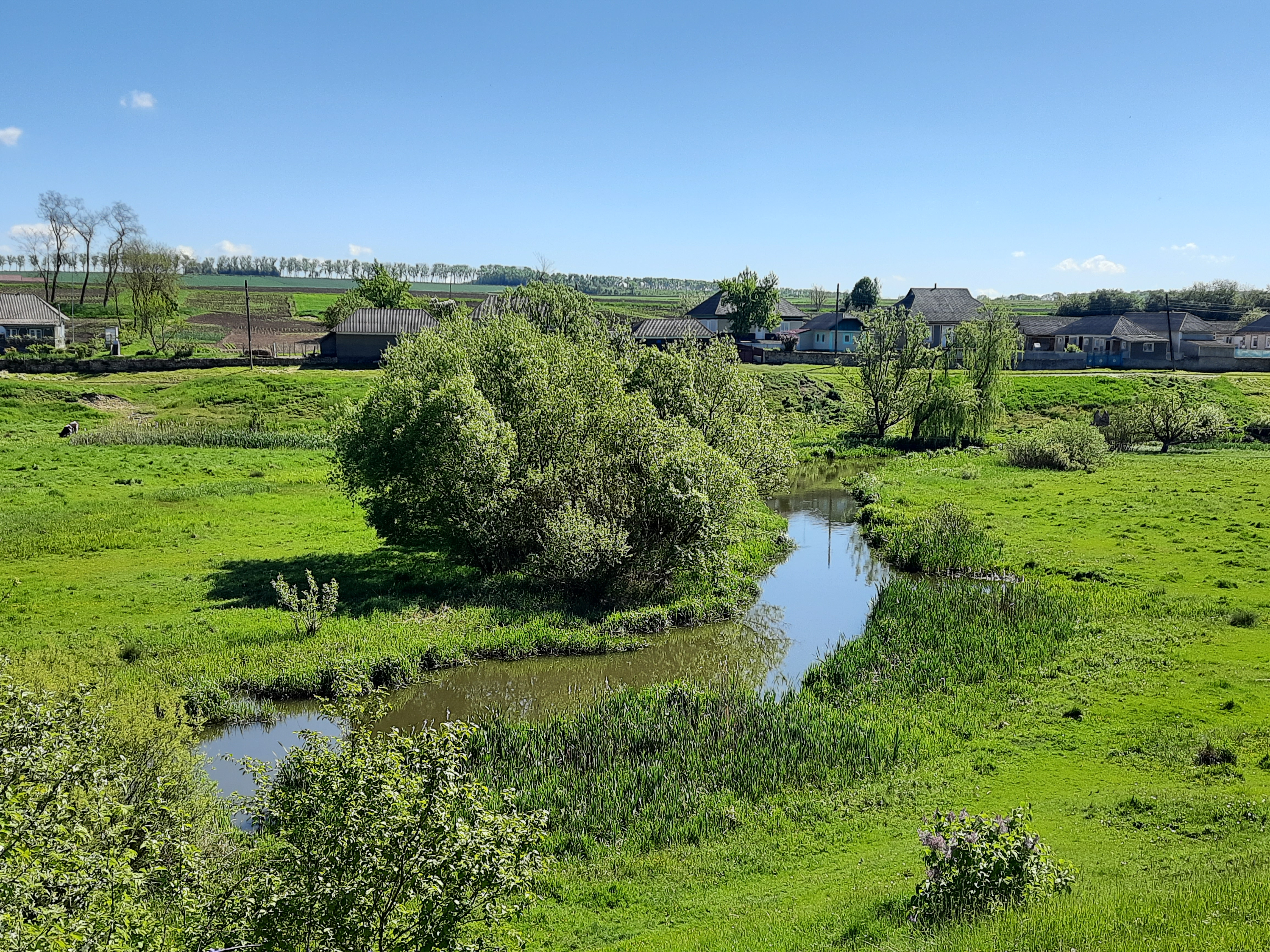
Річка Жванчик біля села